# Perspectives on Politics
Perspectives on Politics ist eine begutachtete wissenschaftliche Fachzeitschrift. Sie erscheint seit 2003 und wird von Cambridge University Press für die American Political Science Association herausgegeben. Chefredakteurinnen sind Ana Arjona und Wendy Pearlman (beide Northwestern University). Die Zeitschrift publiziert wissenschaftliche Fachaufsätze aus dem Fach Politikwissenschaft, hat aber einen über die eigentlichen Fachgrenzen hinausgehenden Transdisziplinären Ansatz.
Der Impact Factor lag im Jahr 2016 bei 3,234, der fünfjährige Impact Factor bei 3,680. Damit lag das Journal beim Impact Factor auf Rang 8 von insgesamt 165 in der Kategorie „Politikwissenschaften“ gelisteten wissenschaftlichen Zeitschriften.